# Dichonia viridistriga
Dichonia viridistriga là một loài bướm đêm trong họ Noctuidae.